# Rojdestvenske, Iampil
Rojdestvenske (în ucraineană Рождественське) este un sat în comuna Vozdvîjenske din raionul Iampil, regiunea Sumî, Ucraina.

## Demografie
Componența lingvistică a localității Rojdestvenske
     Ucraineană (95,12%)
     Rusă (4,88%)
Conform recensământului din 2001, majoritatea populației localității Rojdestvenske era vorbitoare de ucraineană (95,12%), existând în minoritate și vorbitori de rusă (4,88%).